# 정철원 (정치인)
정철원(鄭喆元, 1963년 3월 3일 ~)은 대한민국의 정치인, 기업인으로 제45대 전라남도 담양군수(2025~, 민선 8기)이다. 제6·7·8대 담양군의원을 역임하였다.

## 경력
- (주)금성건설 대표이사
- 금성면 청년회장
- 금성면 자율방범대장
- 금성면 주민자치위원장
- 금성초등학교 운영위원장
- 민주평화통일자문회의 담양군 협의회 자문위원
- 2014. 07~2025. 03: 제6·7·8대 전라남도 담양군의회 의원(민선 6·7·8기, 무소속→더불어민주당→무소속→더불어민주연합→더불어민주당→무소속→조국혁신당, 3선)
  - 2014. 07~2016. 06: 제6대 전라남도 담양군의회 전반기 운영위원회 위원장
  - 2024. 07~2025. 03: 제8대 전라남도 담양군의회 후반기 의장
- 2025. 04~: 제45대 전라남도 담양군수(민선 8기, 조국혁신당, 초선)

## 학력
- 금성국민학교 졸업
- 담양금성중학교 졸업
- 담양고등학교 졸업
- 담양대학 토목과 전문학사

## 전과
- 산림자원의조성및관리에관한법률위반: 벌금 100만원 - 2012년 8월 선고[1]

## 역대 선거 결과
|  | 24.83% |

|  | 42.93% |

|  | 0% |

|  | 27.57% |

|  | 51.82% |